# 녹기연맹
녹기연맹(綠旗聯盟)은 일제강점기의 민간 단체이다.

## 개요
녹기연맹의 전신은 1930년에 경성천업청년단과 묘관동인회를 통합하여 1930년에 결성된 녹기동인회(綠旗同人會)이다. 중일 전쟁 발발 전까지는 조선에 거주하는 일본인으로 구성되어 일본의 국가주의 사상 생활하를 추진하는 수양단체였다.
그러나 1937년부터 내선일체를 이론화한 현영섭 등 조선인이 가입하면서 성격이 바뀌었다. 내선일체의 이념과 실천이 조직의 중심 목표가 되면서 정치적 색채가 크게 강화되었다. 조선총독부의 황민화 시책에 호응하면서 대외 활동도 활발해졌다. 조선총독부의 외곽 정보 조직으로 기능했다는 주장도 있으나 확인되지 않았다.
주요 활동은 출판 및 강연을 통하여 대중적 사상 운동을 펼치고 친일 이론을 연구한 것이며, 기관지 《녹기》를 발행했다. 녹기연맹이 펼친 사상 운동의 핵심은 현영섭의 '조선어 전폐론'으로 대표되는 급진적인 내선일체 이념으로, 조선인의 민족적 성격을 완전히 없애려는 시도로 요약된다.

## 연혁
- 1925년 1월 : 경성제국대학 입정회 조직
- 1925년 2월 : 경성천업청년단 부흥식
- 1927년 : 경성천업청년단 《묘관》 발행
- 1928년 4월 : 묘관동인회 결성
- 1930년 5월 : 묘관동인회와 경성천업청년단 통합으로 녹기동인회 발족
- 1933년 2월 : 녹기동인회 확대 개편으로 녹기연맹 출범
- 1938년 1월 : 현영섭의 《조선인의 나아갈 길》 출간
- 1938년 : 녹기연맹 산하 녹기연구소를 녹기일본문화연구소로 개칭
- 1939년 5월 : 제7차 총회에서 '내선일체의 실천'을 조직의 목표로 공식화
- 1940년 1월 : 일본식 성명 강요 정책에 따른 창씨 상담소 개설
- 1945년 : 태평양 전쟁 종전으로 해체

## 같이 보기
- 내선일체

## 참고자료
- 친일인명사전편찬위원회 (2004년 12월 27일). 《일제협력단체사전 - 국내 중앙편》. 서울: 민족문제연구소. 259~266쪽쪽. ISBN 8995330724.